# Język enga
Język enga, także caga (a. tchaga, tsaga) – język papuaski używany w prowincjach Enga i Sepik Wschodni w Papui-Nowej Gwinei. Należy do grupy języków engańskich w ramach postulowanej rodziny transnowogwinejskiej.
Ma największą liczbę użytkowników spośród języków papuaskich, a zarazem spośród autochtonicznych języków Papui-Nowej Gwinei. Według danych z 2000 roku posługuje się nim 230 tys. osób.
Dzieli się na szereg dialektów: kandepe, layapo, tayato, mae (mai, wabag), maramuni (malamuni), kaina, kapona, sau (sau enga, wapi), yandapo, lapalama 1, lapalama 2, laiagam, sari. Dialekt mae służy jako standard i jest zrozumiały dla wszystkich członków społeczności.
Badaniem tego języka zajmowała się Adrienne J. Lang, autorka słownika i skrótowego opisu gramatyki (1973). Jest zapisywany alfabetem łacińskim. 